# Русь (Підляське воєводство)
Русь (пол. Ruś) — село в Польщі, у гміні Візна Ломжинського повіту Підляського воєводства.
Населення — 91 особа (2011).
У 1975-1998 роках село належало до Ломжинського воєводства.

## Демографія
Демографічна структура станом на 31 березня 2011 року:
|          | Загалом | Допрацездатний вік | Працездатний вік | Постпрацездатний вік |
| -------- | ------- | ------------------ | ---------------- | -------------------- |
| Чоловіки | 42      | 11                 | 23               | 8                    |
| Жінки    | 49      | 11                 | 26               | 12                   |
| Разом    | 91      | 22                 | 49               | 20                   |